# Резолюция Совета Безопасности ООН 1297
Резолюция Совета Безопасности ООН 1297 была единогласно принята 12 мая 2000 года после подтверждения резолюций 1177 (1998), 1226 (1999) и 1227 (1999) по ситуации между Эритреей и Эфиопией. Совет потребовал немедленного прекращения военных действий между двумя странами.
В преамбуле резолюции Совет выразил обеспокоенность возобновлением боевых действий между Эритреей и Эфиопией 12 мая 2000 года и гуманитарными последствиями для гражданского населения. Он подчеркнул необходимость усилий для достижения мирного урегулирования конфликта под эгидой Организации африканского единства (ОАЕ). Боевые действия представляли угрозу не только миру и безопасности между двумя странами, но и стабильности, безопасности и экономическому развитию в субрегионе.
Резолюция осудила возобновление военных действий и призвала обе стороны прекратить все военные действия. Она потребовала возобновления переговоров под эгидой ОАЕ и одобрила его Рамочное соглашение и достижения. Обе страны призвали уважать права человека и международное гуманитарное право и обеспечить безопасность гражданского населения.
Совет Безопасности решил вновь собраться в течение 72 часов для обсуждения мер по обеспечению выполнения текущей резолюции, если боевые действия продолжатся. Тем временем, Генерального секретаря Кофи Аннана попросили держать Совет в курсе ситуации.
В течение нескольких дней была принята резолюция 1298, которая наложила эмбарго на поставки оружия в обе страны.